# Michalská (Prag)

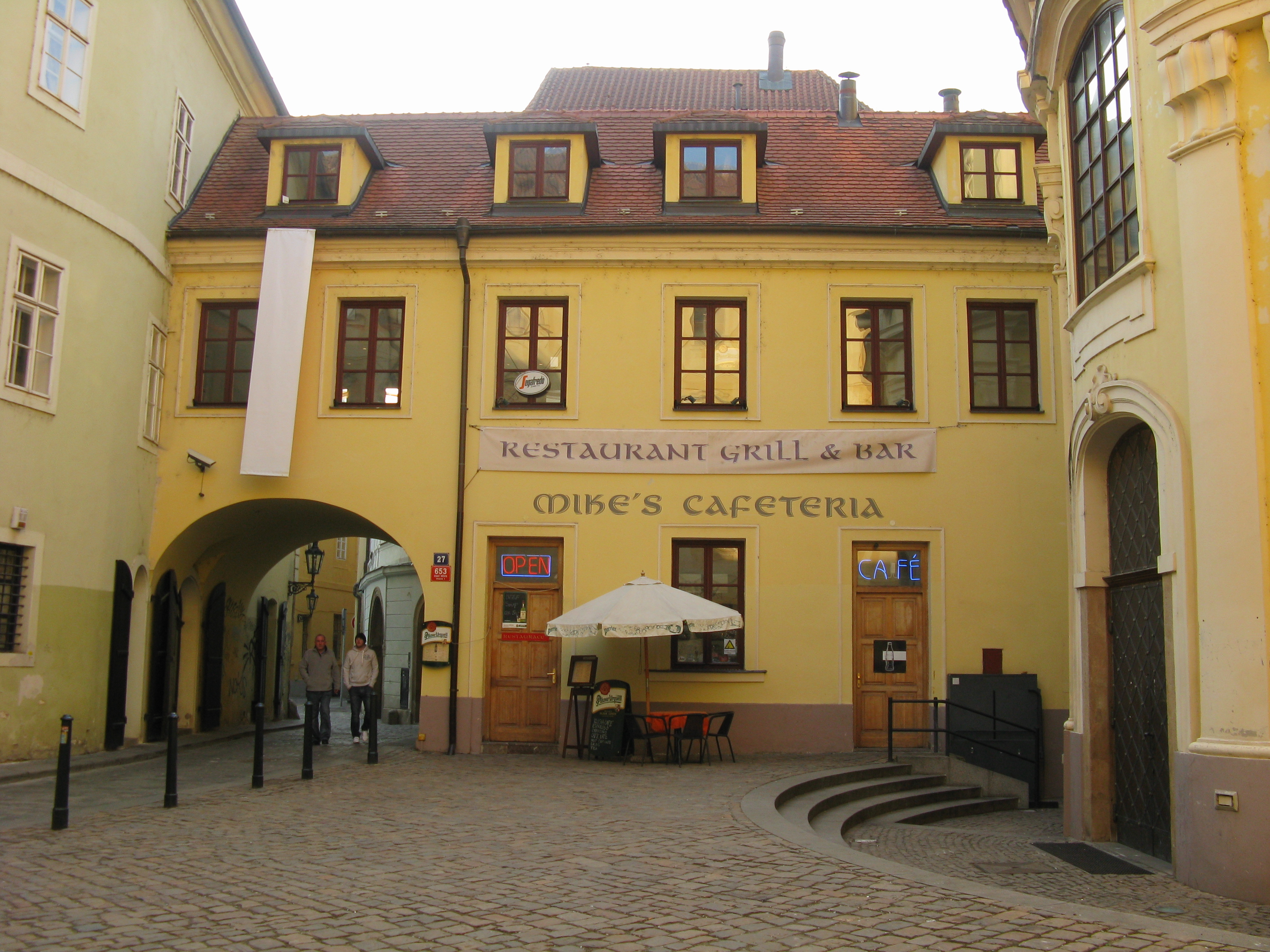
Servitenkloster, Michalská 27, Durchgang

Die Michalská ist eine Straße in Prag, der Hauptstadt der Tschechischen Republik. Sie bildet, zusammen mit der Jiráskova, eine Mittelachse der Prager Altstadt und verbindet den Uhelný trh (Kohlenmarkt) und die Hlavsova ulice.

## Sehenswürdigkeiten, denkmalgeschützte Bauten

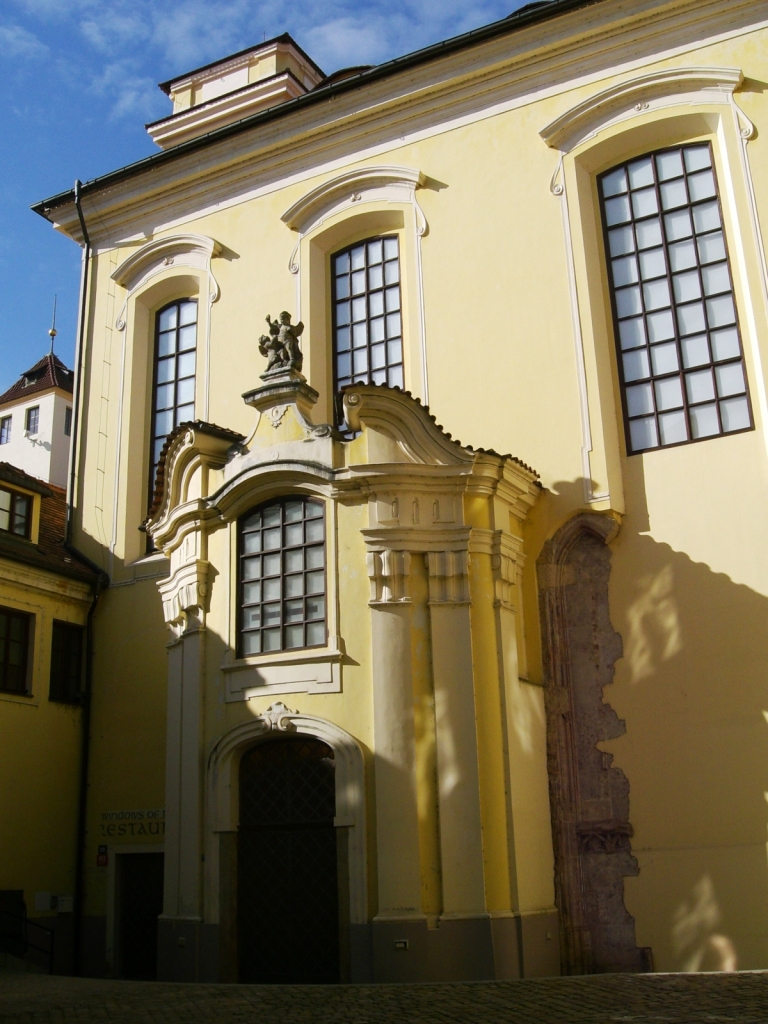
St.-Michael-Kirche (aufgelöst)

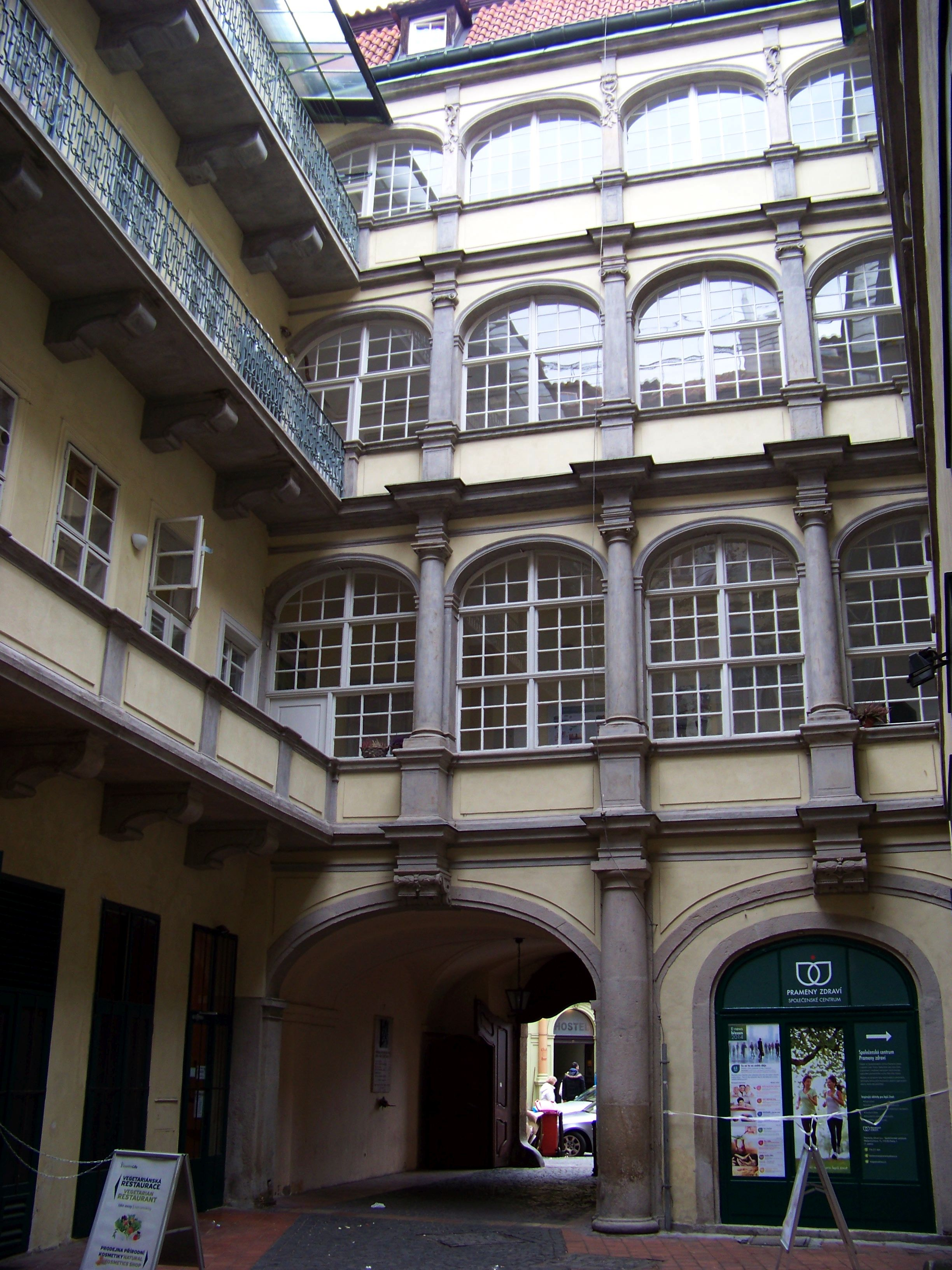
Michalska 18 (Melantrichova 15), Hof und Durchgang

- Haus Zum roten Krebs (U Červeného raka), Michalská 1. Das Haus ist ursprünglich Gotik, die im Barockstil umgebaut wurde. Das heutige Erscheinungsbild ist klassizistisch und stammt aus den Jahren 1833–41, als die Anordnung der Stockwerke geändert und eine Treppe eingefügt wurde.[1]
- Haus Isidor (U Isidorů), Michalská 2. Das dreistöckige Haus entstand durch die Verbindung zweier getrennter mittelalterlicher Gebäude. Johann Kaura baute 1845 das Haus im Erdgeschoss radikal um und baute es ab dem 1. Stock wieder auf.[2]
- Haus Zum goldenen Hahn (U Zlatého kohouta), Michalská 3. Zweistöckiges Haus mit gotischen Fundamenten auf einem sehr unregelmäßigen Grundstück. Es wurde im Renaissance- und Barockstil umgebaut. Das heutige Erscheinungsbild ist nach der Adaption von Franz Wolf aus dem Jahr 1847 spätklassizistisch.[3]
- Haus Zur gelben Rose (U Žluté růže, Michalská 5). Ursprünglich ein gotisches Haus, erreichte es in der Spätrenaissance seinen heutigen Umfang. Es wurde im Barock, im Klassizismus und in der Neuzeit umgebaut, an der Vejvodova Straße befindet sich ein kleiner Seitenflügel.[4]
- Haus Zur goldenen Waage (U Zlaté váhy), Michalská 6. Das Haus hat einen gotischen Kern im Renaissancestil. Um 1690 wurde es im frühbarocken Stil radikal umgebaut. In den Jahren 1929–32 wurde das Dachgeschoss hinter dem Barockgiebel errichtet und die Innenhofgebäude abgerissen und durch ein neues Gebäude ersetzt.[5]
- Haus Jelena, Die fünf Kürbisse (U Jelena), Michalská 11. Es handelt sich um ein neues Gebäude aus dem Jahr 1935 nach den Plänen von F. Dittrich, welches das ursprüngliche Gebäude in der Fassade nachahmt, das 1932 abgerissen wurde. An der Straßenfront befindet sich eine Skulptur des Hl. Hubert von IF Platzer.[6]

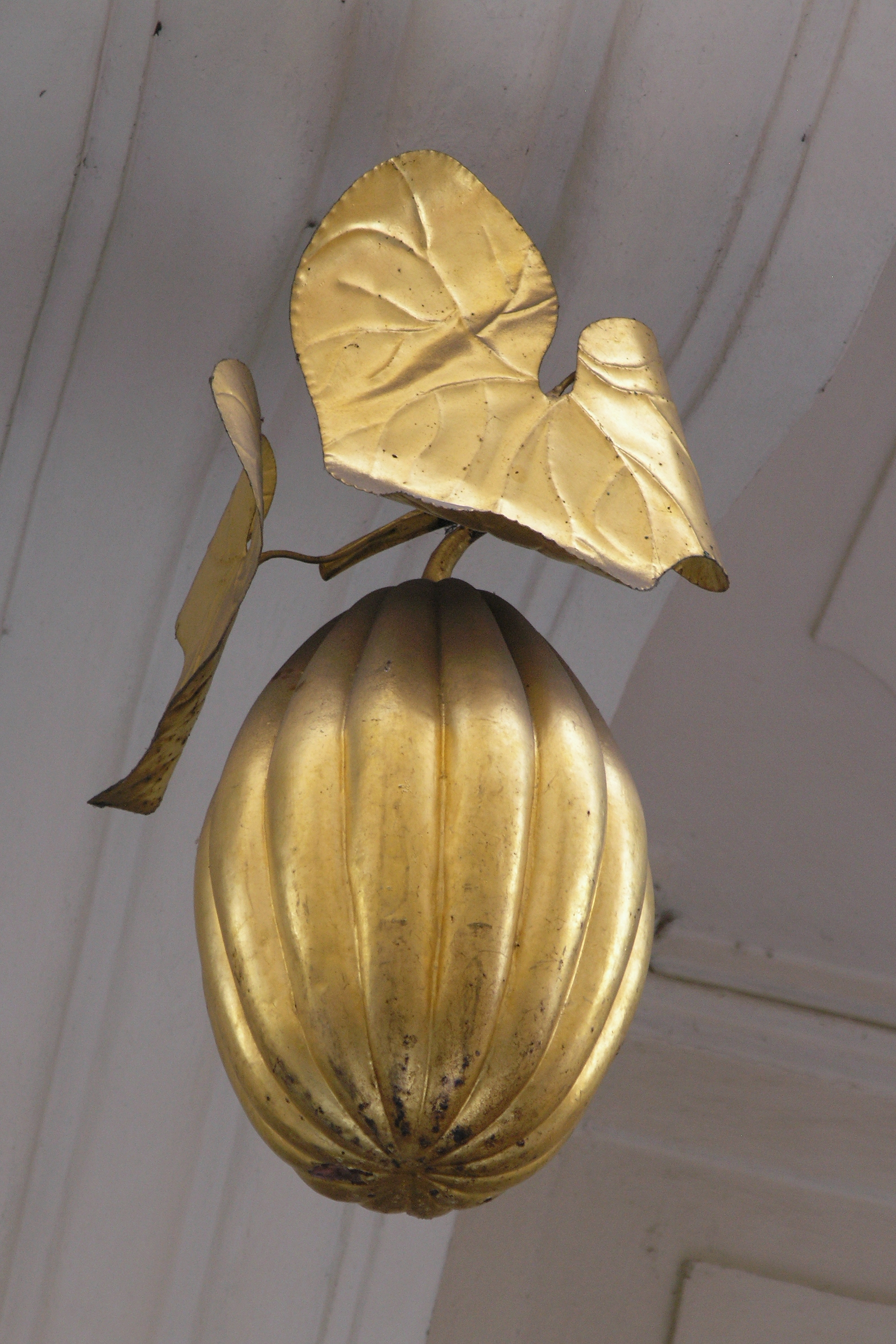
Zur goldenen Melone

- Haus Zur goldenen Melone (U Zlatého melounu), Michalská 12. Das heutige Haus wurde um 1760 durch die Verbindung zweier ursprünglich mittelalterlicher Gebäude errichtet. Zu dieser Zeit wurden eine neue Treppe und eine große Lobby gebaut. Die Fassade wurde erst im 19. Jahrhundert vereinheitlicht.[7]
- Haus Zum Weißen Hasen (U Bílého zajíce), Michalská 13. Das dreistöckige Reihenhaus ist ursprünglich gotisch und wurde im Renaissance- und Barockstil umgebaut. Das heutige Erscheinungsbild erfuhr ab 1807 eine klassizistische Umgestaltung, die die Fassade des Hauses veränderte.[8]
- Haus Zu den zwei schwarzen Köpfen (U Dvou černých hlav), Michalská 14. Das Haus entstand durch die Verbindung zweier gotischer Gebäude. Der hochbarocke Umbau brachte eine Aufstockung des Hauses um das 3. Obergeschoss und Umbauten der Fassade. Klassizistische Umbauten, insbesondere des Hinterhauses, erfolgten um 1850. In der ersten Hälfte des 20. Jahrhunderts wurde das Dachgeschoss errichtet.[9]
- Haus Zum goldenen Reichsapfel (U Zlatého říšského jablka), Michalská 15. Es handelt sich um ein zweistöckiges Reihenbarockhaus, das auf gotischen Fundamenten errichtet wurde. Die heutige Fassade ist klassizistisch und stammt aus den 1930er Jahren.[10]
- Haus Bei den drei Brüdern (U Tří bratří), Michalská 16. Ursprünglich wurde ein gotisches Haus in der Renaissance umgebaut, das heutige Erscheinungsbild erlangte es in der Zeit des Klassizismus um 1850 – der dritte Stock wurde hinzugefügt und eine halbrunde Treppe wurde gebaut. Die moderne Anpassung im Jahr 1934 veränderte die Anordnung der 2. und 3. Etage.[11]
- Haus Zu den Heiligen drei Königen (Dům U Svatých Tří králů), Michalská 18, Melantrichova 15. Heute ist es ein vierflügeliger Palast aus der Renaissance. Das Vorderhaus befindet sich in der Melantrichov-, das Hinterhaus in der Michalska-Straße. Während des Rokoko-Umbaus, der das Haus um die dritte Etage anhob, wurden auch die Straßenfassaden modifiziert.[12]
- Haus Zum goldenen Halbrund (Zlatého půlkola), Michalská 21. An der Stelle des heutigen Hauses stand im Mittelalter ein größeres Gebäude. Nach der Mitte des 18. Jahrhunderts fand ein größerer Umbau statt. Das barocke Erscheinungsbild ist bis heute erhalten geblieben, die Modernisierungen betrafen nur das Parterre.[13]
- Servitenkloster (Klášter servitů), Michalská 20, 27 und 29, UNESCO-Weltkulturerbe. Zentrum des Klosterkomplexes ist die ehemals romanische Pfarrkirche Michael. Der Komplex besteht aus sechs weiteren Gebäuden, von denen sich ein Teil am Altstädter Ring gegenüber dem Rathaus befindet.[14]

## Geschichte
Ihren Namen erhielt die Straße nach der Kirche des Erzengels Michael, die in der zweiten Hälfte des 12. Jahrhunderts hier erbaut wurde. Der ursprüngliche Name der Straße war „U svatého Michala“, in den 1860er Jahren wurde sie zeitweilig „Melonova“ genannt, nach dem Haus Nr. 12 Zur goldenen Melone, anschließend heißt sie seitdem nur „Michalská“.

### Die Michalská als Pelzhandelszentrum
So wie Deutschland das Pelzhandelszentrum Leipziger Brühl um die Straße Brühl als Welthandelsplatz für Pelzfelle hatte, nach dem Zweiten Weltkrieg Frankfurt das Pelzhandelszentrum Niddastraße oder London den Garlick Hill, so hatte die Tschechoslowakei in Prag die Michalská.
Die ersten Anfänge des Prager Pelzzentrums gehen etwa bis in die 1780er Jahre zurück. Die älteste Rauchwarenhandlung in der Michalská war die von A. J. Schütz, das Haus eines Bruders des Begründers der renommierten Wiener Rauchwarenfirma J. Z. Schütz. Sie wurde 1783 in der Michalská Nr. 10 eröffnet. Zum 100-jährigen Bestehen übergaben die Enkel des Gründer, Ignaz und Hermann Schütz, ihr Geschäft an Hermann Troller, der 1844 als Mitinhaber in das von Herm. Mestec in Böhmen gegründete Unternehmen eintrat, inzwischen mit einer Niederlassung in Brünn. Einige Jahrzehnte lang blieb N. Troller's Söhne die einzige Pelzhandelsfirma auf der Michalská. In anderen Straßen gab es nur zwei weitere Rauchwarenhandlungen, die Firma J. Z. Schütz und Isidor Taussik.
Als sich Im Jahr 1918 die Tschechoslowakei von Österreich trennte, wurde Prag zum Hauptumschlagplatz für den neu geschaffenen Staat und die Michalská rückte von einem österreich-ungarischen Nebenhandelsplatz zu einem Hauptzentrum auf. In den 1930er Jahren „reiht sich Laden an Laden mit den kostbarsten Schätzen“ der Pelzbranche. Bedeutende Pelzgroßhändler waren aus anderen Straßen hierhergezogen. Das war beispielsweise die Vereinigte Pelzindustrie J. Taussik, die Firma A. Porges hatte ein großes Haus errichten lassen. Lediglich zwei Unternehmen waren noch nicht auf der Michalská, aber doch in der Nähe, der Marktverein der Kürschner und D. Adler. Auch die Kürschner suchten jetzt, ähnlich wie in Leipzig, die Nähe zum Pelzzentrum, um selbst in den Ruf leistungsfähiger Grossisten zu kommen.
Zwischen den beiden Handelszentren Michalská und dem Leipziger Brühl bestanden zwischen den beiden Weltkriegen enge Geschäftsbeziehungen: „Konnte man doch kurz vor Büroschluß in Prag den Balkanzug besteigen um noch am gleichen Abend in Leipzig zu sein. Andererseits sind viele Leipziger Händler nach Prag gekommen, um die dortigen Geschäftsfreunde aufzusuchen. Es bedurfte da aber häufig eines ortskundigen Führers, um im Gewirr der Prager Altstadtgassen die Michalská zu finden, die als unscheinbare Sackgasse nur durch alte Hofeingänge zu erreichen ist.“
Der Pelzhandel in der Michalská hatte nach dem Krieg auch qualitativ eine höhere Stufe erreicht, 1935 hieß es in der Fachpresse: „Die Michalská manipuliert selbst! Sie hat es verstanden, sich auf eigene Füße zu stellen und Einkaufsquellen unmittelbar in London und den Ursprungsländern zu finden. Ausschlaggebend dafür war zum Teil die Kontingentierung von Roh- und Fertig-Waren bei der Einfuhr, die sich zugunsten der Rohwareneinfuhr auswirkte, ferner die wirtschaftliche Entwicklung der C. S. R.-Veredlungsindustrie, die es in den letzten drei Jahren in vielen Artikeln zu beachtenswerter Höhe gebracht hat.“ Die gleichzeitige Prognose, dass dieser Zustand sich in absehbarer Zukunft kaum ändern würde, wurde durch die Umwerfungen des 1938 beginnenden Krieges überholt. Im Jahr 2018 befand sich wohl nur die kleine, 1992 gegründete Kürschnerei von Robert Kreibich und keine Rauchwarenfirma mehr auf der Michalská.